# Никольский, Владимир Васильевич
Владимир Васильевич Никольский (9 (21) июля 1837 — 15 (27) марта 1883) — русский историк, филолог, литературовед, педагог. Действительный статский советник.

## Биография
Родился 9 (21) июля 1837 года в селе Александровское, близ Санкт-Петербурга, в семье священника. После окончания Петербургской духовной академии преподавал русскую словесность: Петербургская духовная семинария, Николаевский сиротский институт, Училище правоведения, Петровское коммерческое училище, Педагогические курсы при Мариинской женской гимназии.
Профессор русской словесности и инспектор Александровского лицея. Профессор Петербургской духовной академии.
Принимал участие в составлении «Описания дел синодального архива» и «Словаря славянских наречий» Миклошича, редактировал славянскую грамматику Перевлесского; одним из первых Никольский сделал предметом учебного курса народную русскую словесность (после изданий Киреевского, Рыбникова, Бессонова и др.). В Александровском лицее при его деятельном участии был устроены Пушкинские музей и библиотека.
Его статьи печатались в «Учителе» Паульсона, в «Русской Сцене» (писал о балете под псевдонимом Иванушки Дручко), в «С.-Петербургских Ведомостях», «Голосе», «Русской старине» («Предки М. Ю. Лермонтова», 1873, т. VII и VIII; «Жобар и Пушкин в 1836 г.», 1880, т. XXVII1; «Дантес-Геккерн», 1880, т. XXIX; Первоначальный план оперы «Жизнь за Царя» Глинки, 1881, т. XXX). Отдельно были изданы: «Puschkiniana», каталог Пушкинской библиотеки (СПб., 1880).
По совету Никольского М. П. Мусоргский стал писать оперу «Борис Годунов». Ему посвящены песни Мусоргского «Ах ты, пьяная тетеря» и «По грибы».

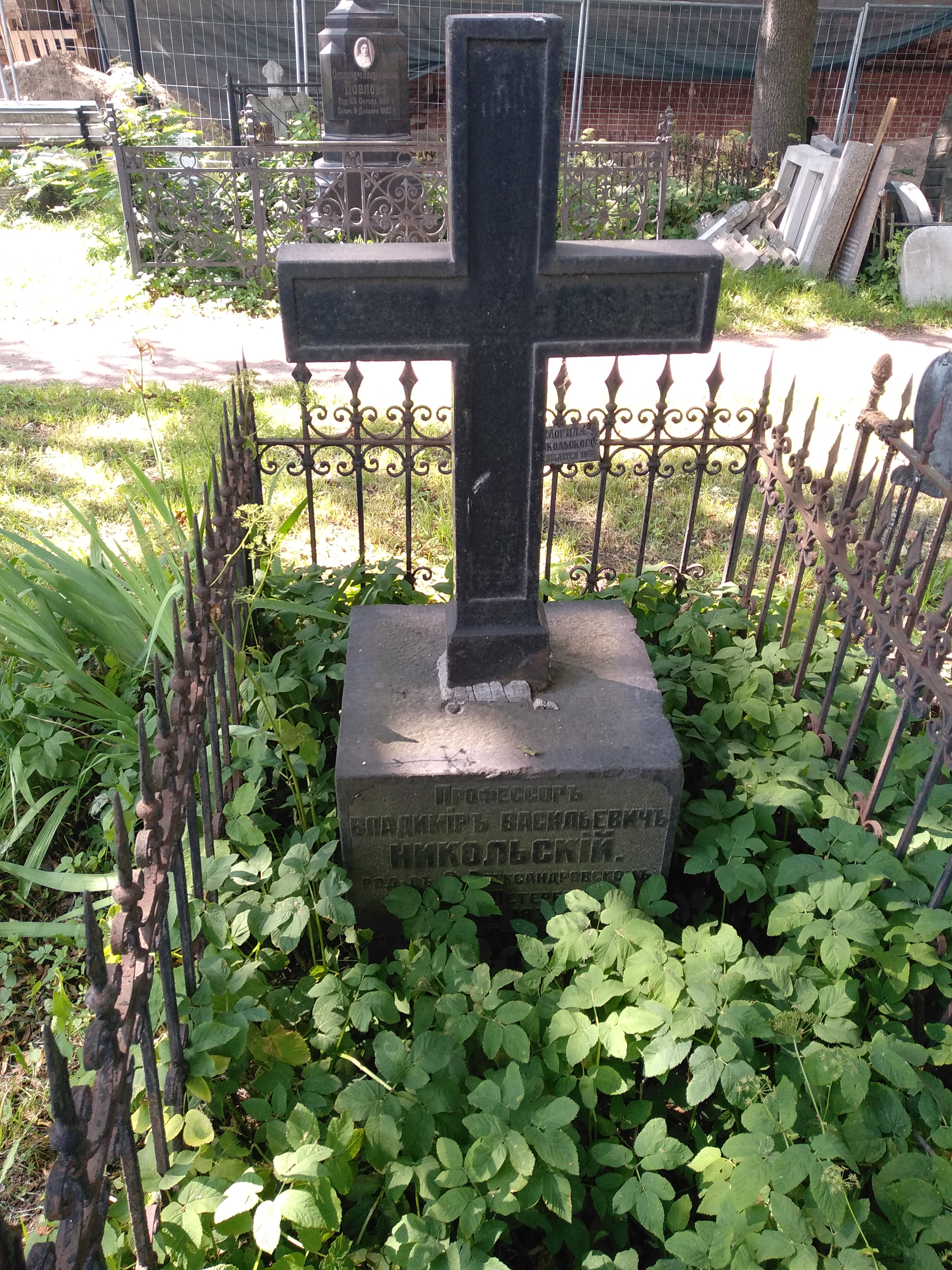
Могила Никольского на Никольском кладбище Александро-Невской лавры Санкт-Петербурга.

Умер 15 (27) марта 1883 в Сан-Ремо (Италия). Похоронен в Санкт-Петербурге, на Никольском кладбище Александро-Невской лавры.

## Награды
- орден Св. Станислава 2 ст. с Императорской короной (1871),
- орден Св. Анны 2 ст. (1872),
- орден Св. Владимира 4 ст. (1874).

### Семья
Жена — Мария Ивановна (урождённая Скроботова; 1844 — 25.9.1917), дочь протоиерея церкви Кавалергардского полка Иоанна Скроботова, выпускница Николаевского сиротского института. Их дети:
- Мария («Маничка»; 28.01.1863 — 7.08.1884; похоронена на Никольском кладбище рядом с отцом)[5][4];
- Евгения (5.12.1864 — 27.01.1916) — замужем за А. П. Саломоном, директором Императорского Александровского лицея[5];
- Софья (2.02.1867 — 12.1904) — помощница письмоводителя в Институте Экспериментальной медицины; замужем (в 1887—1897) за Н. М. Соколовым, поэтом, переводчиком и цензором[5];
- Борис (3.10.1870 — июнь 1919) — литератор, поэт, правовед;
- Людмила (30.8.1873 — ?) — окончила Смольный институт, главная надзирательница Мариинской женской гимназии в Астрахани (1911—1916), начальница Тамбовского Александровского женского института (1917); замужем за Луи Эдгаровичем Лассимом (1839—1908), преподавателем французского языка в Лицее[5];
  - их дочь Людмила (в замужестве Синека)[5];
- Ольга (19.05.1878 — 1952) — окончила Петровскую женскую гимназию, Смольный институт и Высшие женские курсы в Петербурге (1902), занималась также в Сорбонне у профессора Лансона (1898—1899) и в Йенском университете (1903—1904); преподавала русский язык и литературу в частных гимназиях Петербурга и в Елизаветинском институте, теорию преподавания — на Демидовских педагогических курсах; с 1918 года преподавала в Тамбовском государственном университете, с 1921 года преподавала русский язык и теорию преподавания в Петрограде, в 1941 — русский язык на Ленинских курсах при ЦК ВКП(б) в Ленинграде; с 1944 — старший переводчик, а затем научный сотрудник в Главном военно-речном управлении в Москве; замужем за профессором Р. А. Орбели (1880—1943)[5];
  - их дочь Русудана (1910—1985);
- Игорь (12.02.1882 — ?) — окончил гимназические классы Александровского лицея, служил в одном из полков в Петербурге, но был вынужден оставить военную службу, уличенный в воровстве; в 1901 году поступил в Институт инженеров путей сообщения, не окончив его, жил на Дальнем Востоке и служил на КВЖД[5].